# سیملونگسدالن
سیملونگسدالن (به سوئدی: Simlångsdalen) یک سکونتگاه مسکونی در سوئد است که در شهر هالمستاد واقع شده‌است.

## خصوصیات
سیملونگسدالن ۰٫۶۷ کیلومترمربع مساحت و ۵۸۷ نفر جمعیت دارد.